# Wladimir Wladimirowitsch Wasjutin
Wladimir Wladimirowitsch Wasjutin (russisch Владимир Владимирович Васютин, wiss. Transliteration Vladimir Vladimirovič Vasjutin; * 8. März 1952 in Charkow, Ukrainische SSR; † 19. Juli 2002) war ein Pilot und ehemaliger sowjetischer Kosmonaut ukrainischer Nationalität.

## Leben
Wladimir Wasjutin besuchte die Luftwaffenhochschule in Tschugujew, an der er erfolgreich 1973 absolvierte. Nachdem der Pilot mit Fallschirmspringerausbildung 1976 als Kosmonaut ausgewählt worden war, begann er am 23. August 1976 die Grundausbildung für Kosmonauten OKP, die er nach Übernahme durch das Juri-Gagarin-Kosmonautentrainingszentrum am 1. Dezember 1978 am 30. Januar 1979 abschließen konnte. Nachdem Wasjutin 1980 Absolvent der Militärakademie der Luftstreitkräfte „J. A. Gagarin“ in Monino wurde, flog der Pilot 1985 als Kommandant der vierten Stammbesatzung von Saljut 7 mit Sojus T-14 in den Weltraum. Dort führte er militärische Experimente im TKS-Raumschiff durch. Wasjutins gesundheitlicher Zustand verschlechterte sich während seines Aufenthaltes am Bord der Saljut 7 so sehr, dass er am 62. Tag der Mission vorzeitig zur Erde evakuiert werden musste. Am 25. Februar 1986 schied Wasjutin aus medizinischen Gründen aus dem Kosmonautencorps aus.
Wasjutin wurde Dozent und stellvertretender Direktor einer Abteilung an der Militärakademie der Luftstreitkräfte „J. A. Gagarin“ in Monino. 1990 erreichte der Pilot den Titel eines Kandidaten der Militärwissenschaften, seine akademische Ausbildung an der Generalstabsakademie schloss er 1995 ab.
Wladimir Wasjutin starb am 19. Juli 2002 an den Folgen einer Krebserkrankung.
Wasjutin war verheiratet und hatte zwei Kinder.